# Friedrich Wilhelm Jähns
Friedrich Wilhelm Jähns, född 2 januari 1809 i Berlin, död där 8 augusti 1888, var en tysk musiker. Han var far till Maximilian Jähns. 
Jähns ledde 1845–70 en egen sångförening i Berlin och blev 1849 kunglig musikdirektör, 1870 professor samt 1881 lärare vid Xaver Scharwenkas musikkonservatorium. Han gjorde sig i synnerhet förtjänt om Carl Maria von Webers minne, i det han samlade en mängd weberska verk, brev och annat samt på grundvalen därav utarbetade en tematisk katalog, Carl Maria von Weber in seinen Werken (1871), och en biografisk skiss, Carl Maria von Weber (1873). 